# Lednik Mynteke
Lednik Mynteke (ryska: Ледник Мынтеке) är en glaciär i Kirgizistan.   Den ligger i oblastet Batken, i den sydvästra delen av landet, 500 km sydväst om huvudstaden Bisjkek. Lednik Mynteke ligger 3 802 meter över havet.
Terrängen runt Lednik Mynteke är bergig. Runt Lednik Mynteke är det ganska glesbefolkat, med 22 invånare per kvadratkilometer. Det finns inga samhällen i närheten. Trakten runt Lednik Mynteke är permanent täckt av is och snö.